# Playing in the Shadows
Playing in the Shadows es el tercer álbum de estudio del cantante británico Example, lanzado el 4 de septiembre de 2011 por el sello discográfico Ministry of Sound.

## Contenido
Al igual que el álbum anterior, no cuenta con colaboraciones, además de los productores (incluyendo Skream, colaborador frecuente). El álbum está orientado al dance, es por eso que recurrió a productores de la talla de diversos géneros electrónicos como el dubstep (productores como Nero, Chase & Status, Feed Me, Skream) y el house (productores de talla como Laidback Luke, Funkagenda, Tom Neville, Dirty South y Michael Woods.

## Sencillos
- “Changed The Way You Kiss Me” fue el sencillo adelanto lanzado en junio de 2011 alcanzó el lugar #1 de las listas del Reino Unido, manteniéndose por 2 semanas consecutivas.

- El segundo sencillo es “Stay Awake”, canción que dejó en manos del productor de dubstep Nero. Fue estrenado el 1 de julio de 2011 en el programa radial de Annie Mac en la BBC Radio 1 show.[1] Debutó en el puesto # 1 en el UK Singles Chart.[2]

- “Natural Disaster” es el tercer sencillo y en él colabora el aclamado productor holandés de origen filipino Laidback Luke.

- “Midnight Run” es el cuarto sencillo y en él colabora el productor británico de dubstep Feed Me. Fue lanzado en diciembre de 2011 y debutó en la ubicación #30 del UK Singles Chart. Mientras que en las listas de indie alcanzó la primera posición y en las listas de dance no superó el quinto puesto.[3]

- Otros sencillos fueron "Shot Yourself in the Foot Again" y fue lanzado gratuitamente en enero de 2011. Fue producido por Skream y obtuvo alrededor de 8 millones de visitas en YouTube y está incluido en el álbum a modo de bonus track. Alcanzó la ubicación # 82 en el Reino Unido.

Una pista adicional "Plastic Smile" cuenta con la participación de Felguk y está incluido en el videojuego SSX del 2012.

## Lista de canciones
Todas las canciones están escritas por Elliot Gleave. 

"Microphone" es coescrita junto a Guy Chambers

| Edición estándar |                                                                              |                                |          |  |
| N.º              | Título                                                                       | Productor(es)                  | Duración |  |
| 1.               | «Skies Don't Lie»                                                            | Funkagenda                     | 4:24     |  |
| 2.               | «Stay Awake»                                                                 | Nero                           | 3:24     |  |
| 3.               | «Changed the Way You Kiss Me»                                                | Michael Woods                  | 3:15     |  |
| 4.               | «The Way»                                                                    | Faithless                      | 4:28     |  |
| 5.               | «Natural Disaster» (Versión extendida del álbum) (Laidback Luke vs. Example) | Laidback Luke                  | 5:05     |  |
| 6.               | «Never Had a Day»                                                            | Sheldrake & DC Breaks          | 3:53     |  |
| 7.               | «Microphone»                                                                 | Brookes Brothers               | 4:16     |  |
| 8.               | «Playing in the Shadows»                                                     | Chase & Status                 | 4:39     |  |
| 9.               | «Midnight Run»                                                               | Feed Me                        | 3:58     |  |
| 10.              | «Under the Influence»                                                        | Skream                         | 4:55     |  |
| 11.              | «Wrong in the Head»                                                          | Tom Neville & Brookes Brothers | 3:11     |  |
| 12.              | «Anything»                                                                   | Dirty South                    | 3:31     |  |

| Bonus tracks |                                      |                            |          |  |
| N.º          | Título                               | Productor(es)              | Duración |  |
| 13.          | «Lying to Yourself» (CD bonus track) | Wez Clarke / Eddie Jenkins | 3:34     |  |

| iTunes bonus tracks |                                                      |               |          |  |
| N.º                 | Título                                               | Productor(es) | Duración |  |
| 13.                 | «Plastic Smile» (Example vs. Felguk)                 | Felguk        | 4:42     |  |
| 14.                 | «Shot Yourself in the Foot Again» (Skream & Example) | Skream        | 3:42     |  |
| 15.                 | «Changed the Way You Kiss Me» (Friction Remix)       | Friction      | 4:46     |  |

## Listas
| País          | Lista (2011)                | Mejor posición |
| ------------- | --------------------------- | -------------- |
| Alemania      | German Albums Chart         | 43             |
| Australia     | Australian Albums Chart     | 14             |
| Escocia       | Scottish Albums Chart       | 3              |
| Irlanda       | Irish Albums Chart          | 6              |
| Nueva Zelanda | New Zealand Albums Chart    | 22             |
| Reino Unido   | UK Dance Albums Chart       | 1              |
| Reino Unido   | UK Independent Albums Chart | 1              |
| Reino Unido   | UK Albums Chart             | 1              |
| Suiza         | Swiss Albums Chart          | 59             |